# Semana Santa en Vivero
La Semana Santa en Vivero (en gallego y oficialmente: Semana Santa de Viveiro) es una celebración católica que tiene lugar en la ciudad española de Vivero (provincia de Lugo). Es una de las celebraciones religiosas más antiguas de Galicia, que se realiza anualmente y de modo ininterrumpido desde el siglo XIII. En esta se conmemora la pasión, muerte y resurrección de Jesús de Nazaret a través de los diferentes actos, celebraciones y procesiones que realizan las cofradías. Además de su carácter religioso, la Semana Santa vivariense es también considerada como un acontecimiento cultural, popular y de atracción turística.
La Semana Santa de Vivero es uno de los principales reclamos turísticos de la localidad consiguiendo año a año atraer a miles de visitantes que llegan llamados por el carácter único de estas celebraciones. Como reflejo de su importancia, la celebración de la Semana Santa vivariense ha alcanzado la declaración de Interés Turístico Internacional, reconocimiento que ha logrado en el año 2013. Esta Semana Santa destaca por el gran valor artístico de la imaginería y orfebrería, además de tener un carácter generalmente sobrio y austero, que hace que se asemeje más a la Semana Santa castellana, en comparación con ejemplos quizá más famosos, como la Semana Santa andaluza.
Los actos centrales de la Semana Santa vivariense dan comienzo el Viernes de Dolores y su celebración se prolonga durante más de una semana, finalizando el Domingo de Resurrección. En ella participan un total de ocho Cofradías y Hermandades que componen la Junta de Cofradías, encargada de coordinar los diferentes actos y desfiles procesionales que representan la Pasión de Cristo.

## Historia

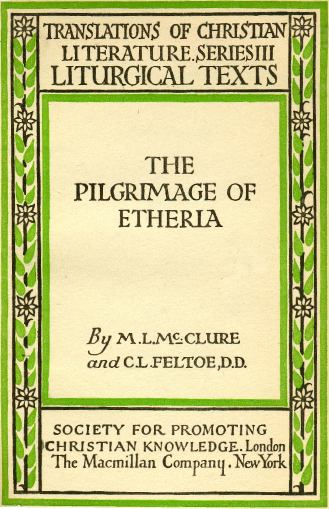
Portada de la traducción del Itinerarium ad Loca Sancta de la peregrina galaica Egeria al inglés (The Pilgrimage of Etheria) publicado en 1919

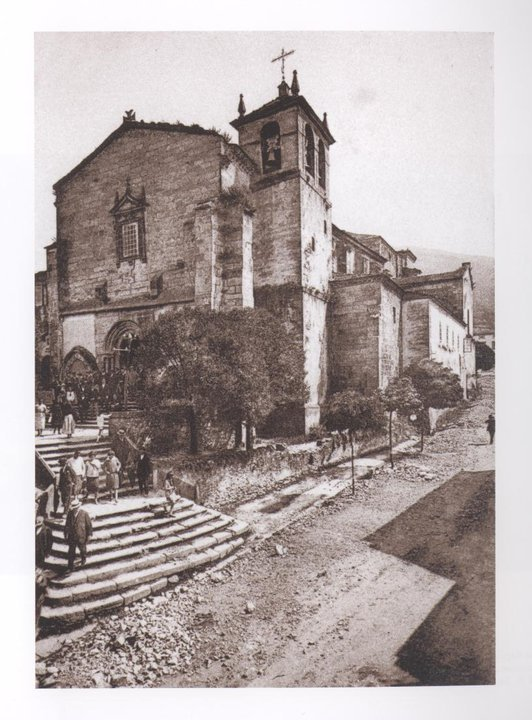
Iglesia de San Francisco a comienzos del siglo XX

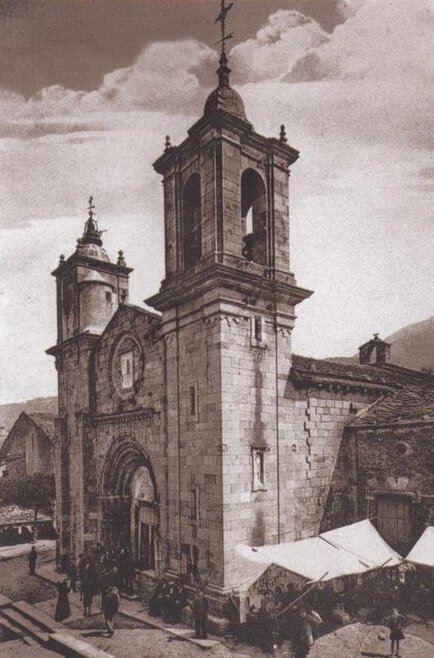
Iglesia de Santa María del Campo a comienzos del siglo XX

### Los inicios de la Semana Santa en Vivero
Las primeras referencias a la celebración de la Semana Santa en Galicia provienen de un códice del siglo XI, que encontró Gian Francesco Gamurrini en el año 1884, dentro de la Biblioteca de la Cofradía de Santa María de Laicos (Biblioteca Della Confraternitá dei Laici) en Arezzo, Italia.
Es un códice conocido como Itinerarium ad Loca Sancta o Itinerarium Egeriae, en el que se recogen las memorias de la peregrina galaica Egeria. Se sabe que visitó Tierra Santa, entre los años 381 y 384. En estas memorias, narra las ceremonias y cultos que presenció en los templos y las calles de Jerusalén, de los cuales dice que eran semejantes a los de Gallaecia. El historiador y miembro de la Real Academia Gallega, Juan Donapetry, afirma que al ser Vivero una de las poblaciones más antiguas de Galicia, ya disponía de celebraciones de Semana Santa, aunque no existe documentación que atestigüe dicha existencia.
Las primeras referencias documentadas sobre la Semana Santa de Vivero se remontan al siglo XIII, con la fundación de sus cofradías más antiguas, entre los años 1214 y 1219. En el Convento de San Francisco, se constituyeron las cofradías unidas de la Purísima Concepción y de la Vera Cruz, que empezaron a realizar diversas actividades de la Semana Santa. Estas dos cofradías se encargaban de que se oficiasen varios cultos, así como dos procesiones, una el Domingo de Ramos y otra el Jueves Santo. En este siglo, también fue creada la Venerable Orden Tercera Franciscana, cuyo origen también va ligado con la fundación del Convento, siendo constituida por seglares.
Años más tarde, en el siglo XIV, nació en el desaparecido Convento de Santo Domingo de la localidad la Cofradía de Nuestra Señora del Rosario o de los nobles. Este sobrenombre venía dado porque de ella formaban parte los principales linajes nobiliarios de la villa de Vivero. Esta hermandad celebraba, las funciones del Domingo de Ramos, con procesión alrededor de la iglesia. El Viernes Santo realizaban el descendimiento de Jesús de la cruz, así como la procesión del Santo Entierro.

### DelsigloXValsigloXVIII
Las cofradías de la Purísima Concepción y de la Vera Cruz alcanzaron su máximo esplendor en el siglo XV y siglo XVI y. No obstante, durante la Contrarreforma, se tuvieron lugar diversas acciones para reducir las escenificaciones públicas de la Semana Santa, con el fin de oponerse al avance del Protestantismo en Europa. La popularidad existente entre los devotos, llevó al Obispo de Mondoñedo Fray Antonio de Guevara, a la prohibición de la que él denominaba «representaciones» y «farsas del mundo», dando en cambio su aprobación para realizar la Procesión de la Vera Cruz.

«Item nos consto por la dicha visita que muchas personas vagabundas se andan en el tiempo santo de la Quaresma y Semana Santa a hazer representaziones, a manera de farsas del mundo, de las quales se siguen muchos inconvenientes, es a saber: que dizen en ellas muchas cosas que no ai en los evangelios y, ansimismo, que hazen y causan muchas risas y placeres en los que lo oien y, ansimismo, dejan de oir misa maior los dias del domingo y fiestas, por concurrir a do aquellas representaziones se hazen, lo qual todo es, no en alabanza, sino en vituperio de Christo; por la presenta ordenamos y mandamos, so pena de excomunion y de dos mill maravedies, aplicados ut supra, que ninguno sea osado de hazer tales representaziones ni remembranzas en la iglesia ni fuera de la iglesia. Y, so la misma pena mandamos a todos los sudbitos de nuestra diócesis no las vaian a ver; y, so la misma pena, mandamos a todos los clérigos y rectores no lo consientan hazer; y si, contra su voluntad, se hiziere, eviten a todos por públicos excomulgados y lo denuncien luego a nuestro previsores. Y no queremos por esta constitución ni privar ni inhibir las cofradías ni la procesión de la santa Veracruz, como se suele hazer, sino que antes la confirmamos y aun, si para ello es necesario, de nuevo damos licencia.»
Fray Antonio de Guevara

No obstante, a lo largo del siglo XVII las cofradías de la Purísima Concepción y de la Vera Cruz empezaron a apagarse, y a comienzos del siglo XVIII acabaron por desaparecer. El 6 de febrero de 1728, el padre guardián del Convento de San Francisco, Fray Francisco Bonilla, expidió un certificado para constar dicha extinción. El que en aquel momento era Obispo de Mondoñedo, Juan Muñoz Salcedo, firmó un decreto al mes siguiente, por el que concedía a la Venerable Orden Tercera Franciscana todos los efectos de dichas cofradías, con la obligación de cumplir con los actos y celebraciones que estas habían dejado.

### SigloXIX
El inicio del siglo XIX también viene marcado por la ocupación de la península ibérica por parte de Napoleón Bonaparte durante la Guerra de Independencia Española. La ciudad de Vivero no se vio libre de esta invasión. En la mañana del 28 de enero de 1809 llegaron 74 «dragones», procedentes de Mondoñedo. El 2 de febrero de 1809 fueron reforzados por 400 voltigeurs, que ocuparon el Convento de San Francisco. En esta guerra, tiene lugar un hecho recogido por la tradición popular, ya que el general Treni, decidió mostrar misericordia y no fusilar a los devotos de un Ecce-Homo que se encontraba en dicho convento, permutando la pena capital por el saqueo de la ciudad. Ese Ecce-Homo, se le conoce desde aquel hecho como el «Ecce-Homo de los Franceses», que sale en procesión el Domingo de Ramos.
Después de la guerra napoleónica, y en un siglo de enormes cambios en la historia de España como fue el siglo XIX, continuó la celebración de la Semana Santa. Aunque esta no estaría exenta de problemas, ya que se vería afectada por eventos como los procesos de Desamortización. En el año 1840, se demolió la Iglesia parroquial de Santiago, cuya parroquia se trasladaría a la Iglesia de San Francisco. En el año 1851, fue demolido el Convento de Santo Domingo, pasando la Cofradía del Rosario a la Capilla de los Dolores, situada en la iglesia parroquial de Santa María del Campo.
El importante esfuerzo de la Tercera Orden Franciscana y de la Cofradía del Rosario por conservar estos actos, hizo que se pudiesen seguir celebrando la Semana Santa hasta finales de siglo. No obstante, en la última década del siglo XIX, hubo una importante crisis, debido al litigio personal que existía entre el sacerdote de la parroquia de Santiago en San Francisco, Manuel Rouco, y el Hermano Ministro de la Venerable Orden Tercera Franciscana, Robustiano Iglesias. La disputa llevó a que se suspendiesen algunos cultos y procesiones de la Tercera Orden, o que no se contase con el clero para los mismos.

«[...]Como haya unos cuatro años que no se celebra este marabilloso paso, que representa una escena grave, seria y conmovedora, la concurrencia de fieles, ávida de presenciarla, fue numerosa. Pero resultó deslucida en todas sus ceremonias. Solían desempeñarlas virtuosos sacerdotes; y este año, hacían sus veces gente lega, los hermanos discretos y sus adlátares, circunstancia que desvirtuó por completo la verdadera representación del acto religioso, dándole el carácter de una pantomima cívica.[...]»
Semanario El Vivariense - año 1894

No obstante, durante esta época se conservaron los actos y procesiones que organizaba la Cofradía del Rosario. El litigio no llegó nunca a resolverse de forma pacífica, y solo terminó tras el fallecimiento del párroco, en el año 1897. Sin embargo, ante los sucesos ocurridos, Robustiano Iglesias sería cesado de su cargo un año más tarde.

### 

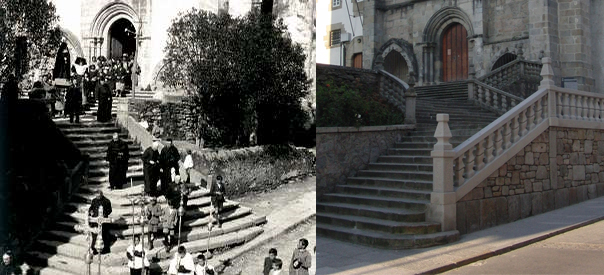
A la izquierda se puede observar una Procesión de Semana Santa en el año 1927. A la derecha, las mismas escalinatas en el año 2010

### SigloXX
Desde el año 1900 hasta el año 1940
Durante el inicio del siglo XX, se manifiesta en Vivero una corriente de anticlericalismo, que hace menguar el número de cofrades de las dos cofradías existentes en aquel momento. Ante esta situación, el párroco de Santa María del Campo hace un llamamiento para animar a la inscripción de nuevos cofrades. Estas inscripciones, junto a diversos donativos, fueron de suma importancia para la revitalización de la Semana Santa vivariense. Después de esta iniciativa, la Cofradía del Rosario le encarga al maestro valenciano José Tena la imagen del Cristo Yaciente, así como la imagen del San Juan y la de María la Magdalena.
Con la llegada de la Segunda República Española, reinó un panorama de cierta tranquilidad, ya que, aunque el anticlericalismo aumentó, no hubo quemas de iglesias, al contrario de lo ocurrido en otras zonas de España. Durante este periodo se celebraron las procesiones de Semana Santa con relativa normalidad, aún a pesar de que en el año 1936 se intentaron prohibir las celebraciones mediante su desautorización.
Desde el año 1940 hasta el año 1970
La Ilustre Cofradía del Rosario y la Venerable Orden Tercera, compartieron durante más de dos siglos la organización de los desfiles procesionales de la Semana Santa vivariense, hasta que, en el año 1944, se marcó un punto de inflexión en la Semana Santa vivariense, al incorporarse la Cofradía del Santísimo Cristo de la Piedad.
La llegada de la Cofradía de la Piedad trajo consigo aires de cambio a la celebración. Durante esta época, la Semana Santa de Vivero ya realizaba un importante esfuerzo publicitario, enviando carteles de anuncio por toda Galicia. En el año 1947 empezó a publicarse la primera revista sobre la Semana Santa vivariense, titulada «Pregón». Esta intensa publicidad sirvió para atraer no sólo a visitantes desde Galicia y Asturias, sino también para atraer a vivarienses en la emigración y a personas que elegían Vivero como destino para sus vacaciones de Semana Santa.
De la Piedad surgirían diversas filiales. La primera en el año 1947 con la Hermandad del Prendimiento, seguida en 1951 por la Hermandad de las Siete Palabras y finalmente, en 1953, la Hermandad de la Santa Cruz, estando esta última compuesta únicamente por mujeres.
Desde el año 1970 hasta el año 2000
El año 1973 ocurrió un hecho insólito en la Semana Santa vivariense, al producirse una «huelga de llevadores». Desde mediados de la década de 1950, los pasos eran portados por llevadores que recibían un jornal. Pero en 1973 decidieron plantarse con el fin de reclamar más dinero. La protesta acabó resolviéndose del modo contrario al que inicialmente se perseguía, ya que los jóvenes cogieron el testigo de llevadores, pasando a realizar el trabajo de modo gratuito y voluntario.
En la década de 1980, se erigió una nueva asociación, la Cofradía de O Nazareno dos de Fóra, constituida por cofrades que residen fuera de la ciudad de Vivero.
El 25 de febrero de 1988, Vivero ve recompensada la labor de varios siglos, al ser declarada su Semana Santa de Interés Turístico Nacional. Con la declaración de Interés Turístico, se multiplicaron las acciones promocionales, siendo habituales las retransmisiones televisivas. Asimismo, también se experimentó un crecimiento en el número de visitantes, así como de cofrades.
En la década de 1990, se decide fundar la llamada «Junta de Cofradías», con el objetivo de coordinar la organización de los actos de la Semana Santa, así como promover otros actos culturales, como conferencias, exposiciones, conciertos y otras iniciativas.

### Siglo XXI
Desde el año 2000
La celebración de la Semana Santa de 2002 marcó un hito, ya que la Hermandad de las Siete Palabras, decidió que el paso con el grupo escultórico del «Calvario» fuese portado por primera vez a hombros, por un total de cien llevadores, aunque la primera mitad de la procesión se seguiría realizando sobre una carroza, debido a la estrechez del recorrido oficial por el casco viejo de Vivero.
El martes 15 de abril de 2003 pasó a la historia por ser el día en que se llevaba un paso por una colla compuesta únicamente por mujeres, con motivo del 50 aniversario de la Hermandad de la Santa Cruz.
En el año 2005 se crea una nueva procesión, el Vía Lucis o Cristo Resucitado, que desfila en la tarde del Domingo de Resurrección. La última de las Cofradías en incorporarse a la Semana Santa vivariense fue la Cofradía de la Misericordia, creada en el año 2006.
Todo este apoyo popular y esfuerzo en la mejora de la Santa Vivariense recibe la ayuda de las instituciones civiles, ya que en el año 2011, el ayuntamiento de Vivero y la Diputación provincial de Lugo deciden apoyar las gestiones necesarias para que la Semana Santa vivariense pase a ser considerada como una celebración de Interés Turístico Internacional. En el año 2013, la Semana Santa vivariense recibió la declaración internacional, convirtiéndose de este modo en la primera festividad de la provincia de Lugo en serle otorgada tal mención.

## Procesiones y otros actos

### Fechas de celebraciones de la Semana Santa Vivariense
Los actos de la Semana Santa de Vivero comienzan durante la Cuaresma, con la celebración de actos de difusión cultural englobados bajo el programa Adral. El programa procesional en Vivero comienza el Viernes de Dolores, con la Procesión de la Virgen de los Dolores.
Las 8 cofradías vivarienses alumbran un total de 39 pasos distintos y celebran un total de 15 procesiones:
| Día                | Mañana                                                 | Tarde                                                                                                   | Noche-Madrugada                                                                               |
| Viernes de Dolores |                                                        | Procesión de la Virgen de los Dolores                                                                   |                                                                                               |
| Sábado de Pasión   |                                                        | Pregón de la Semana Santa                                                                               |                                                                                               |
| Domingo de Ramos   | Procesión de la Entrada triunfal de Jesús en Jerusalén | Procesión del Ecce-Homo de los Franceses                                                                |                                                                                               |
| Lunes Santo        |                                                        | Tamborrada                                                                                              |                                                                                               |
| Martes Santo       |                                                        | | Vía Crucis Procesional de mujeres                                                             |
| Miércoles Santo    |                                                        | | Vía Crucis Procesional de hombres                                                             |
| Jueves Santo       |                                                        | Celebración de la Eucaristía de la Cena del Señor Procesión de la Última Cena                           | Sermón de las Negaciones de San Pedro Procesión del Prendimiento Procesión de la Misericordia |
| Viernes Santo      | Procesión del Encuentro Sermón de las Siete Palabras   | Acción Litúrgica de la Muerte del Señor Descendimiento de Jesús de la Cruz Procesión del Santo Entierro | Procesión de la Pasión Procesión de la Soledad                                                |
| Sábado Santo       |                                                        | Procesión de la Esperanza de la Resurrección                                                            | Solemne Liturgia de la Vigilia Pascual                                                        |
| Domingo de Pascua  | Procesión del Encuentro de Resurrección                | Procesión del Vía Lucis                                                                                 |                                                                                               |

### Cuaresma
Programa «Adral»
Durante las semanas de la Cuaresma, la Junta de Cofradías de la Semana Santa de Vivero se encarga de realizar un programa de difusión cultural bajo el nombre Adral. En el mismo, se realizan una serie de conciertos, charlas, y presentaciones, para promocionar mediante actividades paralelas, la celebración de la Semana Santa en la ciudad de Vivero.

### Viernes de Dolores
Procesión de la Virgen de los Dolores
Tiene lugar en el denominado Viernes de Dolores. La Venerable Orden Tercera Franciscana es la encargada de sacar en procesión un paso que evoca a los Dolores de Nuestra Señora, inaugurando de este modo los actos procesionales de la Semana Santa de Vivero.

### Sábado de Pasión
Pregón de la Semana Santa de Vivero
El pregón de la Semana Santa, tiene lugar el Sábado de Pasión. La Junta de Cofradías es la encargada de elegir a un pregonero que anuncia el inicio de los actos que rememoran la pasión de Cristo. La Semana Santa vivariense ha contado con pregoneros como el intelectual galleguista Ramón Otero Pedrayo, el político Manuel Fraga Iribarne, el presentador de televisión José Ramón Gayoso o el empresario Antonio Abril.

### Domingo de Ramos

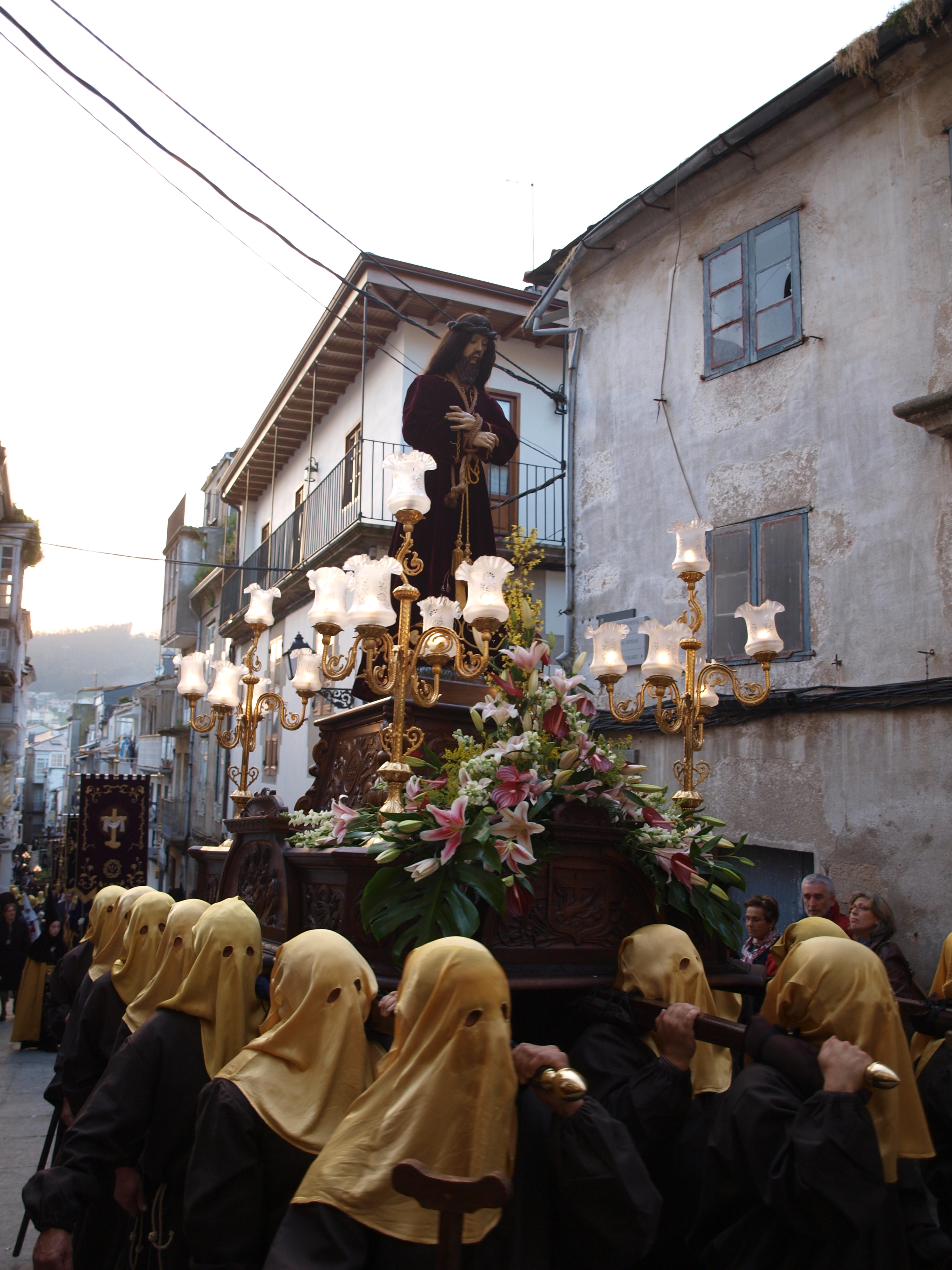
El paso del «Ecce-Homo de los Franceses», participando en la procesión homónima

Procesión de la Entrada triunfal de Jesús en Jerusalén
La procesión de la Entrada triunfal de Jesús en Jerusalén, popularmente conocida como la procesión de La Borriquita, parte al mediodía del Domingo de Ramos de la Iglesia de San Francisco. Esta procesión es organizada por la Parroquia de Santiago. En ella participa un único paso, creado por el escultor José Rivas en el año 1947, compuesto por cuatro esculturas: Jesucristo, la borriquita, una mujer de rodillas y un niño que lleva una palma. Es acompañado por una multitud de gente portando palmas y ramos para su bendición.
Procesión del Ecce-Homo de los Franceses
La procesión del Ecce-Homo de los Franceses, tiene lugar el Domingo de Ramos por la tarde. Las Juventudes Franciscanas, filial de la Venerable Orden Tercera Franciscana, se encarga de organizar esta procesión. Procesionan cuatro imágenes, el «Cristo de la Vera Cruz», el de «La Coronación de Espinas», la del «Ecce-Homo de los Franceses». y la «Virgen Inmaculada dolorosa». El «Ecce-Homo de los Franceses» recibe este nombre, ya que según la leyenda existente, durante la Guerra de Independencia Española, los vivarienses se encomendaron con tal fervor a dicha imagen que despertó la admiración de los franceses, quienes perdonaron al pueblo de Vivero.

### Martes y miércoles Santo
Vía Crucis Procesional
En la Semana Santa Vivariense, se celebran dos Vía Crucis procesionales, uno para mujeres y otro para hombres. El Vía Crucis Procesional de mujeres tiene lugar el Martes Santo, estando organizado por la Hermandad de la Santa Cruz, y es procesionada la imagen del «Cristo de la Vera Cruz», imagen del siglo XV, junto con la de «María al pie de la Cruz» de Modesto Quilis. El Vía Crucis Procesional de hombres se celebra un día después, el Miércoles Santo, estando organizado por la Hermandad de las Siete Palabras, en la que se procesiona la imagen del «Cristo de la Agonía», de José Rivas que pertenece al grupo escultórico de «El Calvario», que sale en procesión el Viernes Santo en la Procesión de La Pasión.

### Jueves Santo
Procesión de la Última Cena

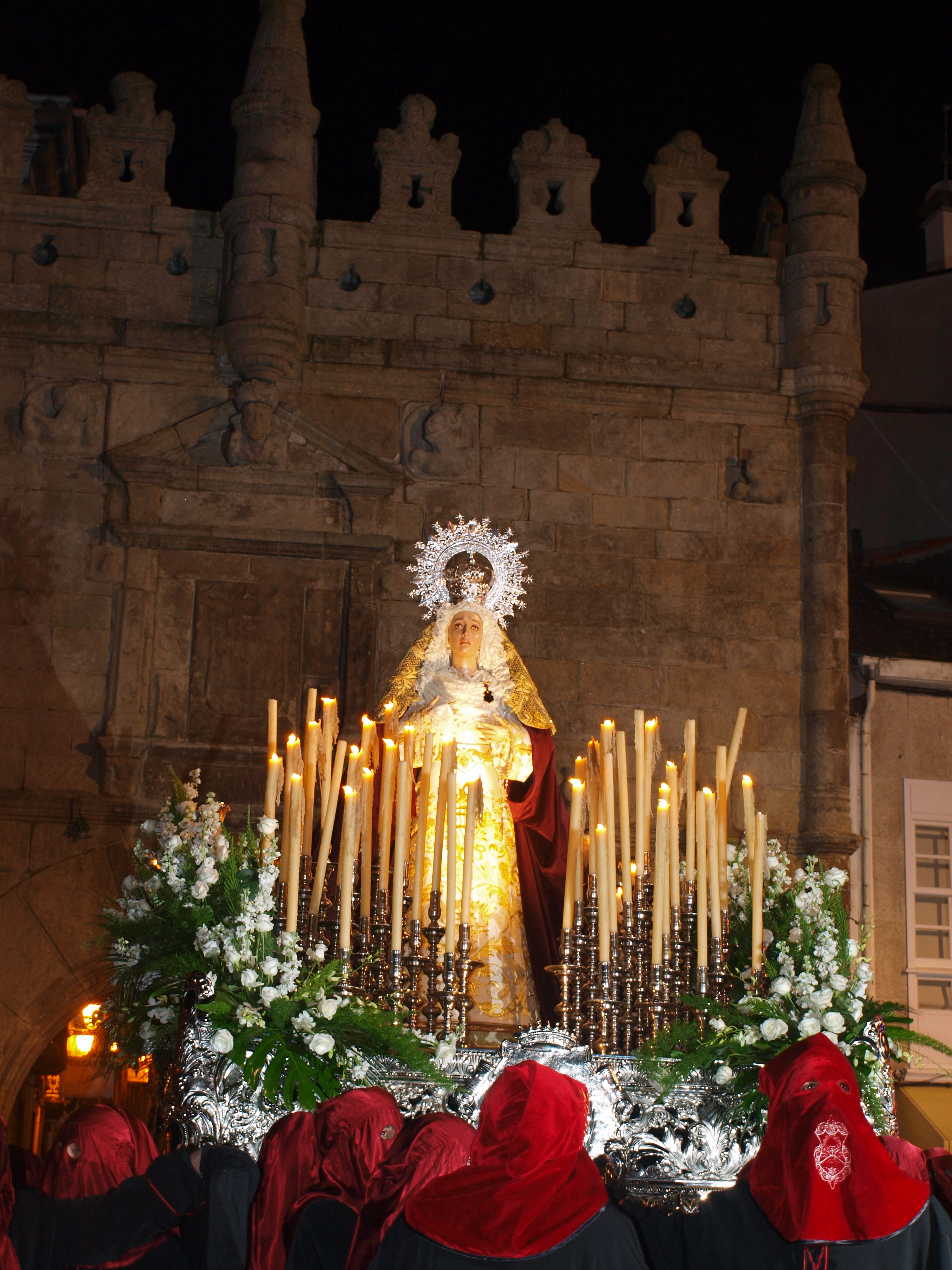
La «Virgen de la Clemencia», en la Procesión de la Misericordia

La procesión de la Última Cena, tiene lugar el Jueves Santo por la tarde, tras la celebración del Lavatorio de Pies en las parroquias de Santa María y San Francisco. De su organización se encarga la Venerable Orden Tercera Franciscana, partiendo desde la Iglesia de San Francisco. En ella participan los siguientes pasos, en orden de aparición según especifica la Biblia: «La Última Cena» creada en el año 1807 por Juan Sarmiento, «La Oración del Huerto» imagen del siglo XVII, «El Cristo de la Columna», obra del escultor José Tena, «El Ecce-Homo de la Caña», creada por José Rivas en el año 1950, y «La Dolorosa», que desfiló por primera vez en 1741.
Procesión del Prendimiento
La procesión del Prendimiento, tiene lugar en la noche del Jueves Santo, después de la Procesión de la Última Cena y del Sermón de las Negaciones de San Pedro. Está organizada por la Hermandad del Prendimiento, teniendo como punto de partida la Iglesia de San Francisco. El desfile procesional se compone de los siguientes pasos: «El Prendimiento» también conocido como el beso de Judas, data de 1946 siendo obra de José Rivas, «Las negaciones de San Pedro», creada en 2009, obra del escultor Antonio Bernal.«El Ecce-Homo del Sagrado Corazón» del siglo XVII, «Noso Pai Xesús Nazarenos dos de Fóra» y «La Virgen de los Dolores».
Procesión de la Misericordia
La procesión de la de la Misericordia, anteriormente conocida como procesión Penitencial de la Redención, tiene lugar en la madrugada del Jueves Santo al Viernes Santo, después de la Procesión del Prendimiento. Está organizada por la Cofradía de la Misericordia, teniendo como punto de partida la Capilla de la Misericordia. Esta procesión se celebró por primera vez en la Semana Santa de 2011, cuyo desfile procesional se compone de los siguientes pasos: «Santísimo Ecce-Homo de la Misericordia», que data del siglo XVI, de autor desconocido, y la «Nuestra Señora la Santísima Virgen de la Clemencia» del año 2004.

### Viernes Santo
Procesión del Encuentro

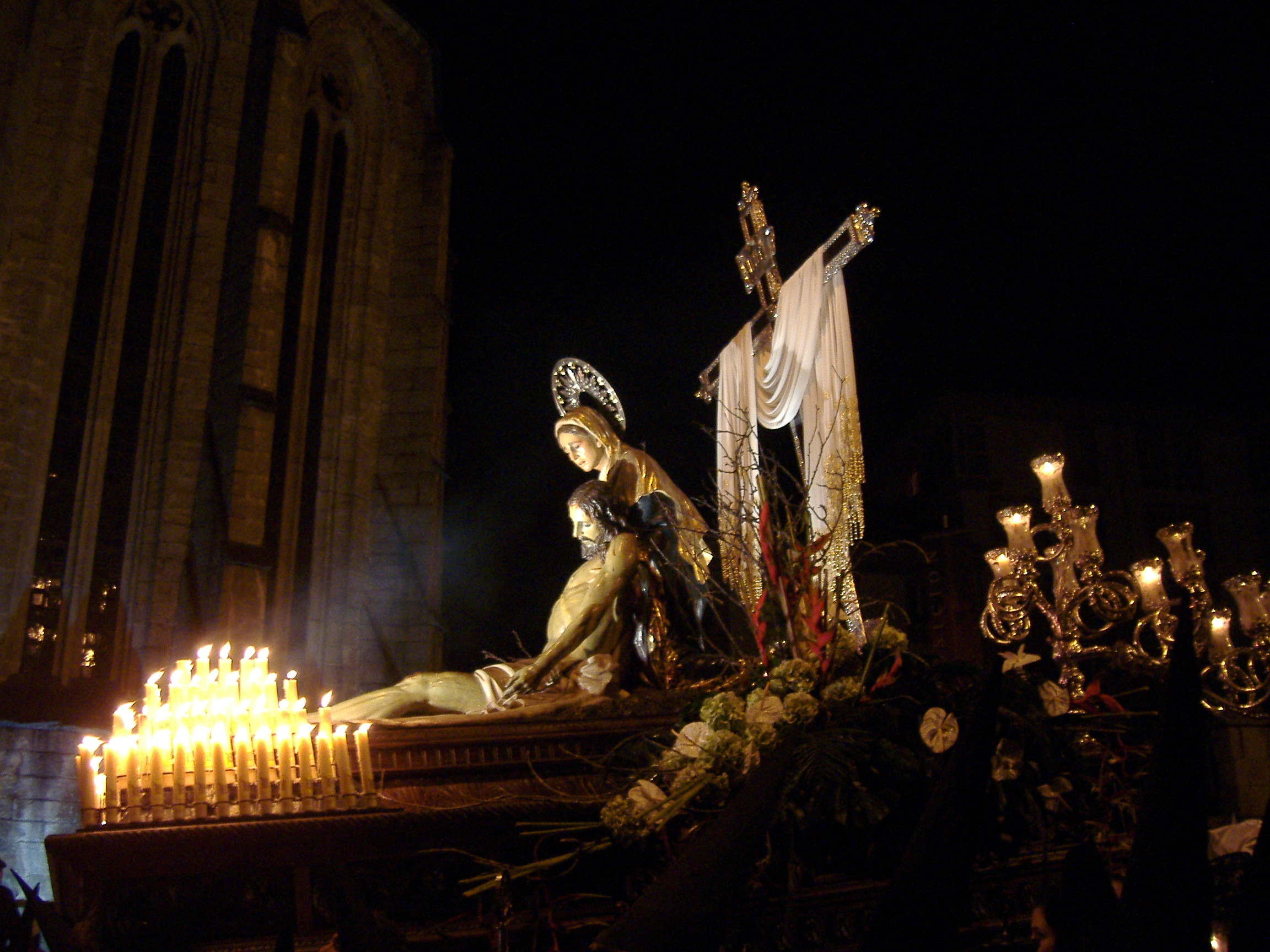
Paso de «La Piedad», en la Procesión de la Pasión

La procesión del Encuentro tiene lugar en la mañana del Viernes Santo, que realiza la Venerable Orden Tercera Franciscana. Parte desde la Iglesia de San Francisco, teniendo lugar representaciones de las caídas también en la Plaza Mayor y en el atrio de la Iglesia de Santa María del Campo. Se representan las tres caídas de Jesús en el camino al Monte Calvario, así como el encuentro con María, San Juan y la Verónica. En ella procesionan los pasos con movimiento articulado, los de «Jesús con la Cruz a cuestas» y «La Dolorosa», así como las imágenes de «La Verónica» y «San Juan».
Procesión del Santo Entierro
La procesión del Santo Entierro tiene lugar en la tarde del Viernes Santo, tras el acto de Descendimiento de Jesús de la Cruz. Parte de la Iglesia de Santa María del Campo, siendo organizada por la Ilustre y Venerable Cofradía del Santísimo Rosario. Esta procesión abre filas con una Cruz Procesional del siglo XVI en plata, seguida por las imágenes realizadas en la primera mitad del siglo XX por José Tena: «María Magdalena» y «San Juan». Continúa con el «Santísimo Cristo Yacente», también obra de Tena, cerrando la procesión la «Virgen de la Soledad», obra de Modesto Quilis, y palio vacío.
Procesión de la Pasión
Entrada la noche del Viernes Santo, sale la Procesión de la Pasión, desde la Iglesia de San Francisco. La organiza la Cofradía del Santísimo Cristo de La Piedad, en colaboración con sus filiales, la Hermandad del Prendimiento, la Hermandad de las Siete Palabras, y la Hermandad de la Santa Cruz. En ella participa el paso de «El Prendimiento» imagen que sale también en procesión en la noche del Jueves Santo. Le sigue «Las Siete Palabras» grupo escultórico que se ve obligado a realizar la mitad de su recorrido en un carro y la otra mitad a hombros, debido al tamaño del mismo. A continuación va «La Piedad» de José Rivas, inspirada en La Pietà de Giacomo Dupré. Cierra la procesión la imagen de «María al pie de la Cruz» de Modesto Quilis.
Procesión de la Soledad
En la madrugada del Viernes Santo al Sábado Santo, tiene lugar la Procesión de la Soledad o de los Caladiños. La organiza la Venerable Orden Tercera Franciscana. En ella participan ciudadanos portando velas que acompañan a la imagen de «La Dolorosa» en la procesión. También acompañan a «La Dolorosa», «San Juan» y «La Verónica». Recibe el sobrenombre de «los caladiños», debido a que esta procesión se realiza en total silencio.

### Sábado Santo
Procesión de la Esperanza de la Resurrección
En la tarde del Sábado Santo, tiene lugar la Procesión de la Esperanza de la Resurrección. La organiza la Hermandad de la Santa Cruz. Esta procesión se celebró por primera vez en la Semana Santa de 2010, procesionando la imagen de la «Virgen de la Esperanza», obra del escultor andaluz Francisco Romero.

### Domingo de Pascua
Procesión del Encuentro de Resurrección
El Domingo de Pascua por la mañana, se realiza la Procesión del Encuentro de Resurrección, desde el templo parroquial de Santa María del Campo. La Ilustre y Venerable Cofradía del Santísimo Rosario es la encargada de llevar a cabo este acto, que se realiza antes de la misa. Tradicionalmente esta procesión se realizaba alrededor de la iglesia, pero posteriormente se amplió el recorrido y se añadió a la misma la participación de una coral polifónica.
Procesión del Vía Lucis
En la tarde del Domingo de Pascua, después de la misa del Vía Lucis, tiene lugar la Procesión del Vía Lucis, la última de las procesiones de la Semana Santa Vivariense. La Hermandad de las Siete Palabras es la encargada de realizar esta procesión. En ella procesionan los pasos del «Cristo Resucitado», del escultor gallego Leopoldo Rodríguez y de «Nuestra Señora del Camino de la Luz», del escultor Antonio Espadas Carrasco. Cabe destacar que los participantes de esta procesión no llevan capirotes, vistiendo de blanco, así como durante la misma, se sueltan palomas, para celebrar la Resurrección de Cristo.

## Cofradías y Hermandades de la Semana Santa vivariense

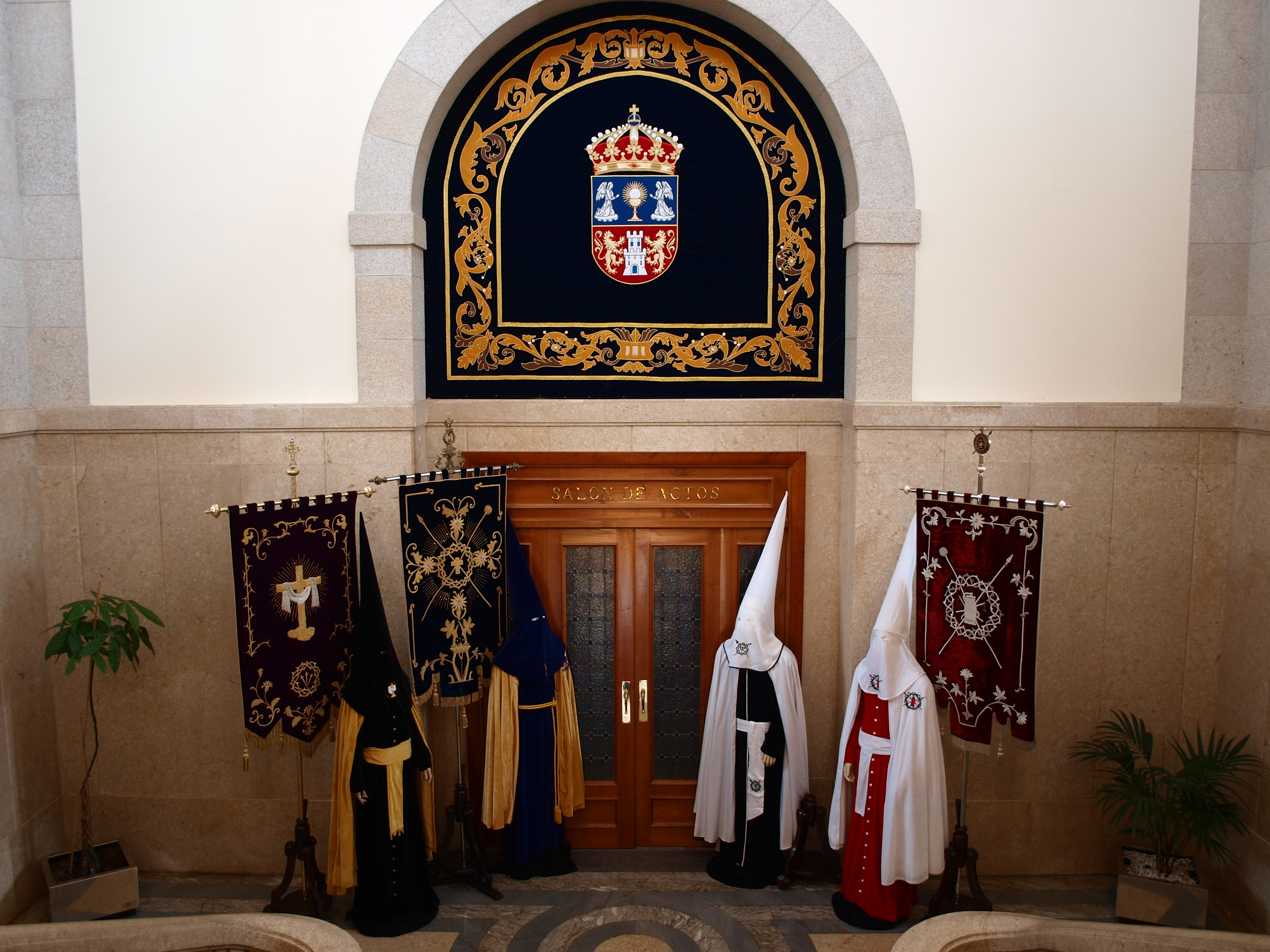
De izquierda a derecha: vestimentas y estandartes de la Hermandad de la Santa Cruz, Hermandad de las Siete Palabras, Cofradía del Santísimo Cristo de la Piedad y la Hermandad del Prendimiento

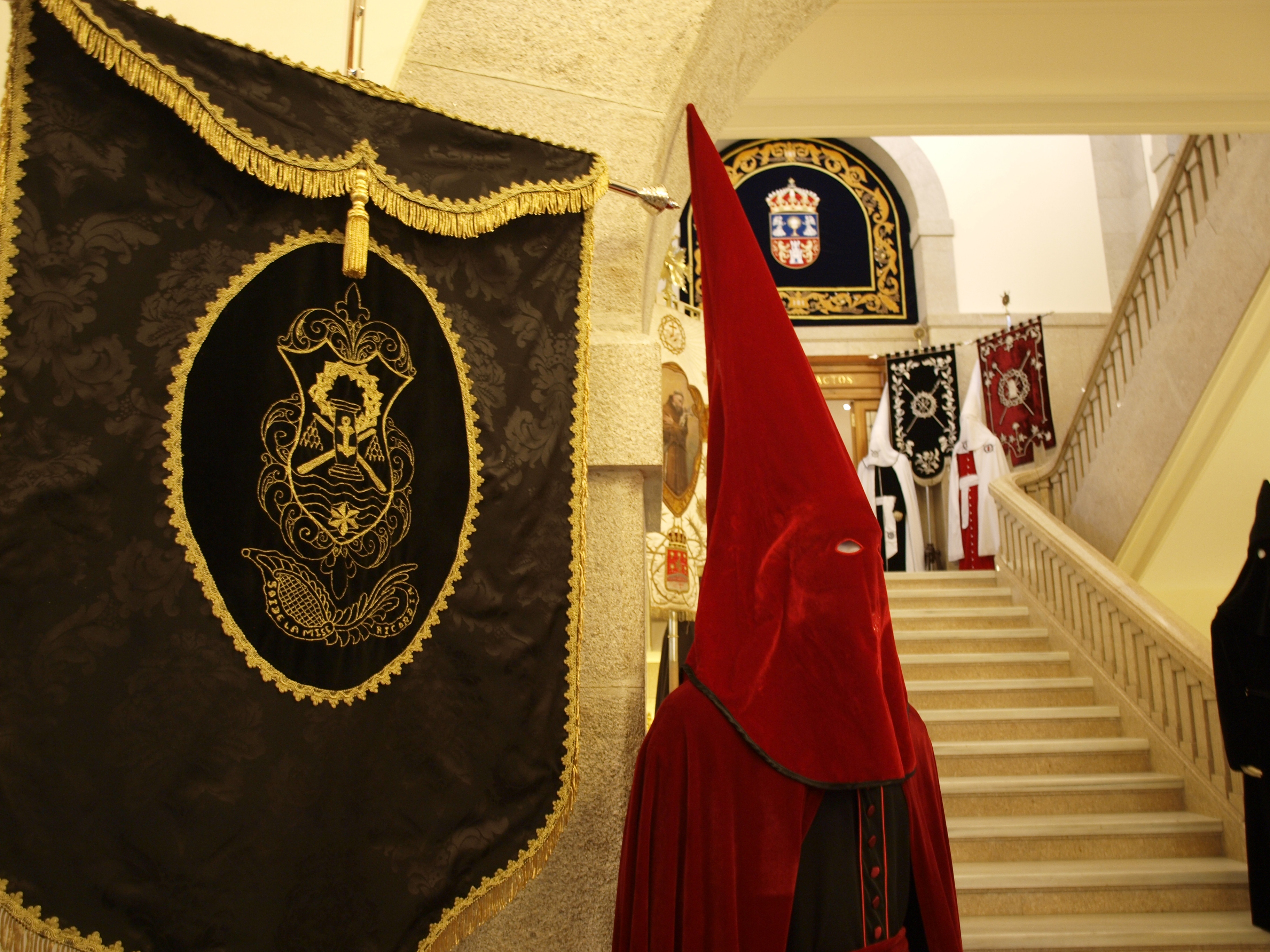
Vestimenta y estandarte de la Cofradía de la Misericordia

Un total de ocho Cofradías y Hermandades participan en los actos de la Semana Santa vivariense. Sus cofradías más veteranas datan del siglo XIII y siglo XIV. No sería hasta el siglo XX cuando se incorporasen nuevas cofradías a la Semana Santa, incorporaciones que continúan durante el siglo XXI.
Cofradías y Hermandades fundadas en los siglos XIII y XIV
- Venerable Orden Tercera Franciscana: tiene su sede en la Iglesia de San Francisco, siendo creada en el año 1214. Tiene sus orígenes en la Tercera Orden Franciscana, compuesta de seglares.[41]
- Ilustre y Venerable Cofradía del Santísimo Rosario: tiene su sede en la Iglesia de Santa María del Campo, siendo creada en el siglo XIV. Tiene origen dominico. Se le conoce también como la Cofradía de los nobles. Este sobrenombre venía dado porque de ella formaban parte las los principales linajes nobiliarios de Vivero.[63]

Cofradías y Hermandades fundadas en el siglo XX
- Cofradía del Santísimo Cristo de la Piedad: tiene su sede en la Iglesia de San Francisco. Fue fundada en el año 1944 por comerciantes e industriales de la localidad.[64]
- Hermandad del Prendimiento: tiene su sede en la Iglesia de San Francisco. Fue fundada en el año 1947 como filial de la Piedad, en la que se integraron estudiantes y empleados.[65]
- Hermandad de las Siete Palabras: tiene su sede en la Iglesia de San Francisco. Fue fundada en el año 1951 como filial de la Piedad.[66]
- Hermandad de la Santa Cruz: tiene su sede en la Iglesia de San Francisco. Fue creada en el año 1953, y está compuesta únicamente por mujeres.[67]
- Cofradía de O Nazareno dos de Fóra: tiene su sede en la Iglesia de San Francisco. Fue creada en el año 1989, para congregar a vivarienses residentes fuera de la localidad.[68]

Cofradías y Hermandades fundadas en el siglo XXI
- Cofradía de la Misericordia: tiene su sede en la Capilla de la Misericordia. Fue creada en el año 2006 por un grupo de estudiantes y de marineros.[30]

### Sedes de las cofradías de la Semana Santa vivariense
La Semana Santa de Vivero está repartida en tres sedes distintas: la Iglesia de Santa María del Campo, la Iglesia de San Francisco y la Capilla de la Misericordia.
Iglesia de Santa María del Campo
El templo parroquial de Santa María del Campo es el edificio religioso más antiguo de la ciudad de Vivero, situado en la parte más alta del casco histórico, junto al Monasterio de la Concepción. En esta iglesia está ubicada la Ilustre y Venerable Cofradía del Santísimo Rosario.
Iglesia de San Francisco
La iglesia del Convento de San Francisco es una construcción del siglo XIV, con nave única. Su construcción la comenzaron los franciscanos en el siglo XIII, como un anexo de los claustros del antiguo convento al que está unido. Es la sede que más cofradías y hermandades congrega, con un total de seis.
Capilla de la Misericordia
La Capilla de la Misericordia es un pequeño tempo del siglo XVII, que está retirada del núcleo de la población, al otro lado de la ría de Vivero, cruzando el Puente de la Misericordia. Pertenece a la Parroquia de Santiago en San Francisco. En esta capilla está ubicada la Cofradía de la Misericordia.

## Imagineros de la Semana Santa Vivariense

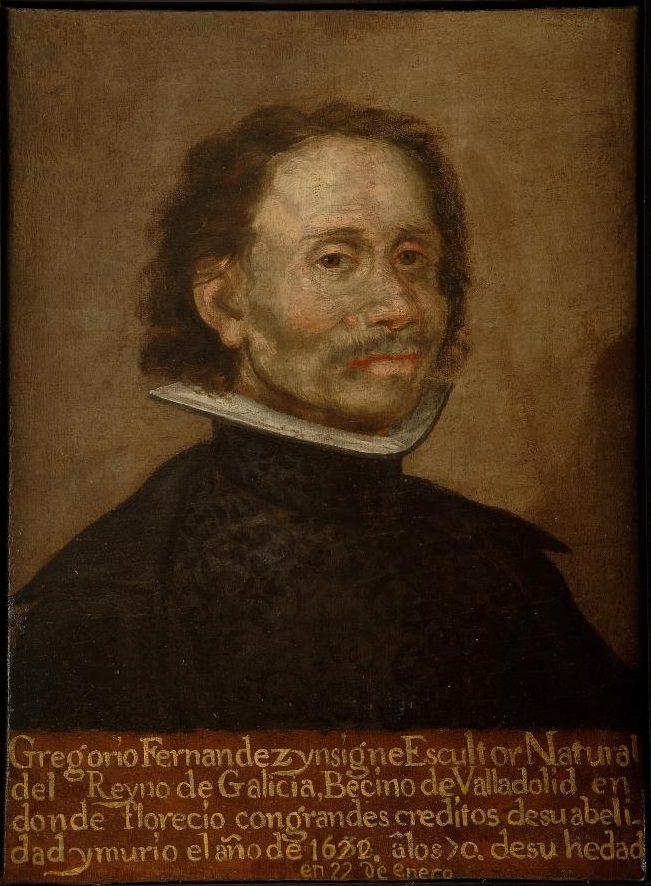
Retrato de Gregorio Fernández, expuesto en el Museo Nacional de Escultura

Se conoce como imagineros a los escultores que tallan en madera imágenes religiosas, preferentemente pasos y retablos. Sus figuras suelen ser de tamaño mayor que el natural y por ello ahuecan la madera en que trabajaban (generalmente madera de pino), con el fin de hacer más ligeros los pasos que eran transportados en andas. Junto a ellos trabajan carpinteros, pintores y doradores que aportan su trabajo y conocimientos en la elaboración completa de las obras.
Las imágenes más antiguas que procesionan en la Semana Santa vivariense datan de entre el siglo XV y siglo XVIII, siendo casi todos sus autores desconocidos. De hecho, de entre todo el inventario de imágenes que procesionan, se contabilizan un total de catorce esculturas anónimas. Entre ellas destaca el «Cristo de la Vera Cruz», las tres vírgenes dolorosas, tres de los Ecce-Homo, y la imagen de la «Oración en el Huerto». Algunos expertos en historia del arte catalogan esta última imagen como una posible obra del taller de Gregorio Fernández, uno de los grandes exponentes de la llamada Escuela Castellana.
De las otras imágenes se conoce su autoría, por la existencia de contratos, presupuestos, bocetos y otros documentos en posesión de las cofradías. De entre ellas nos encontramos con el imaginero Juan Sarmiento natural de la vecina localidad de San Ciprián (municipio de Cervo), quién realizó diversos trabajos en el siglo XIX. Ya entrados en el siglo XX, encontramos trabajos de los imagineros valencianos José Tena y Modesto Quilis, así como de los gallegos José Rivas, Ángel Rodríguez, José Puente, José Otero y Juan Luis Otero.
En el siglo XXI, continúan las incorporaciones de imágenes para la Semana Santa vivariense, con trabajos de los imagineros andaluces Francisco Romero Zafra y Antonio Bernal, así como del madrileño Francisco Gijón y del gallego Leopoldo Rodríguez.